# Петро Сенька Гедигольдович
Петро Сенька Гедигольдович (лит. Petras Simonas Gedgaudaitis; ? — бл. 1451) — литовський боярин, єдиний відомий син Юрія Гедигольда, намісник смоленський (1447—1451), каштелян віленський (1451).
В джерелах вперше згаданий у 1429 році як маршалок господарський Великого князівства Литовського. У 1430 році їздив послом у Рим за короною для великого князя Вітовта. Був серед підписантів Гродненсько-Троцької унії 1432—1433 років. До акту унії серед інших була підвішена і його печатка з гербом «Леліва».
Володів маєтками Вишнева (у якій заснував костел), Волма, Деревная, Камінь, Налібоки, Радешковичі у Мінському повіті, а також Мір та Свержань у Новогрудському повіті.